# Орбілія
Орбілія (Orbilia) — рід грибів родини Orbiliaceae. Назва вперше опублікована 1836 року.

## Поширення та середовище існування
В Україні зростають:
- Orbilia coccinella — Орбілія яскраво-червона[7]
- Orbilia delicatula — Орбілія ніжна[8]

## Гелерея

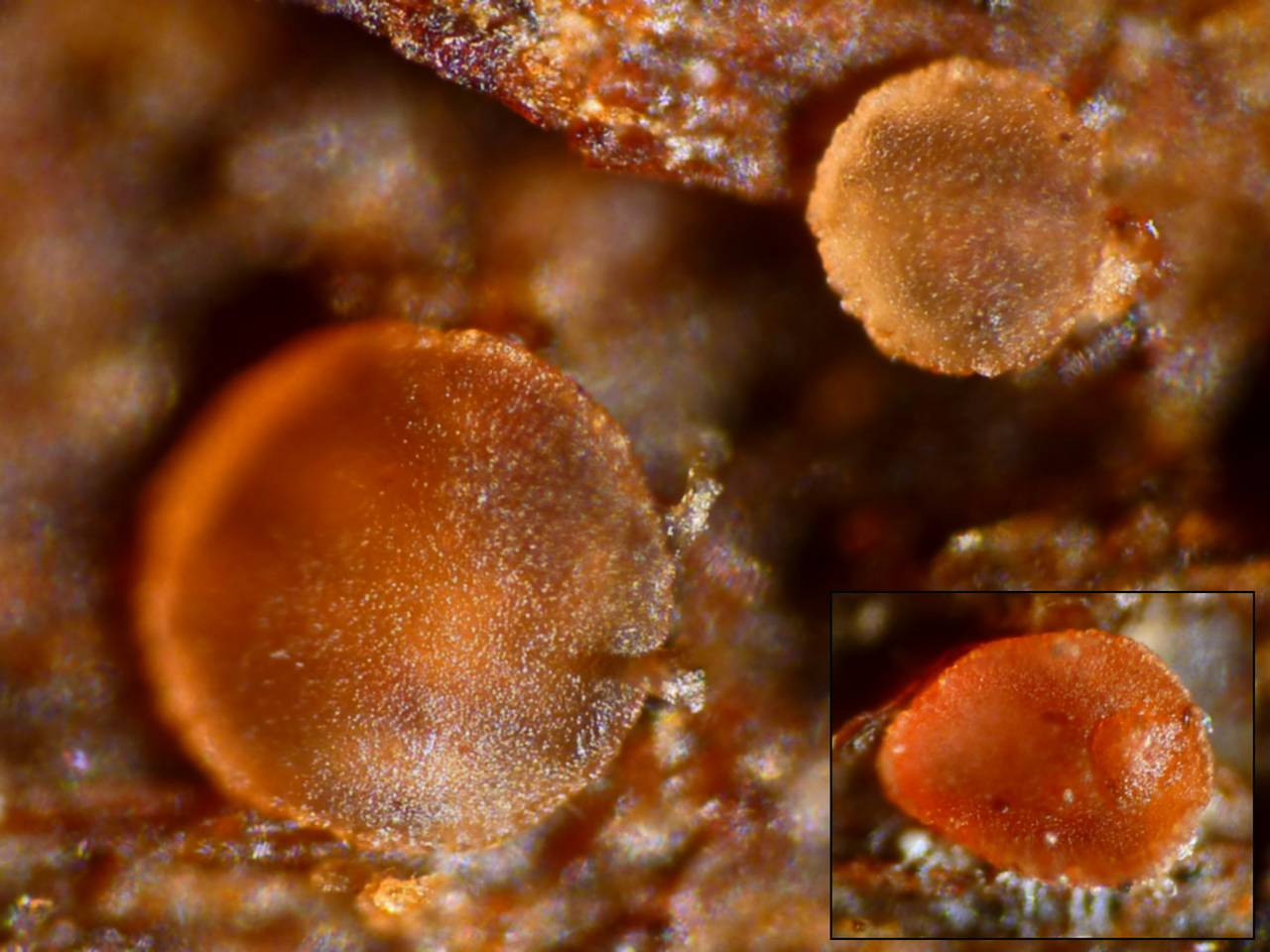
Orbilia aurantiorubra
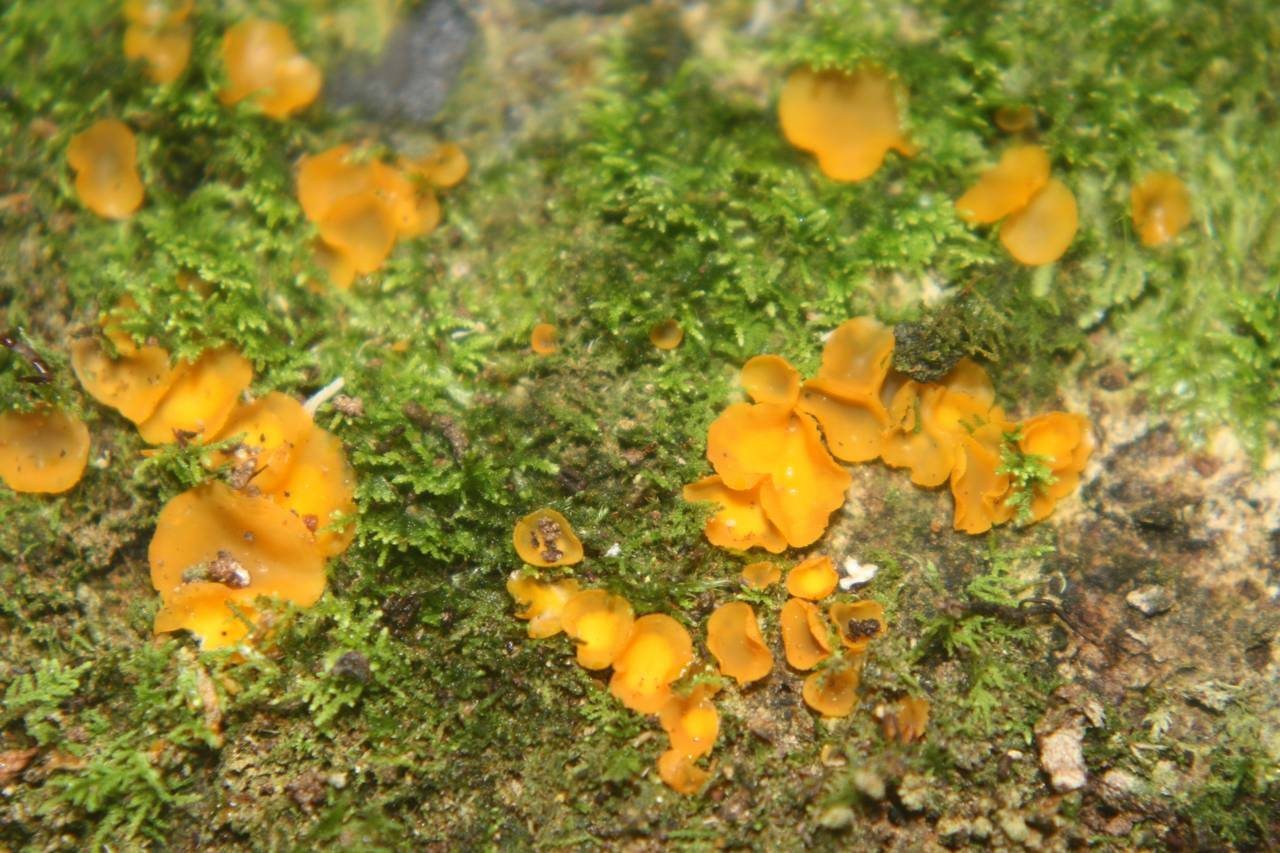
Orbilia delicatula
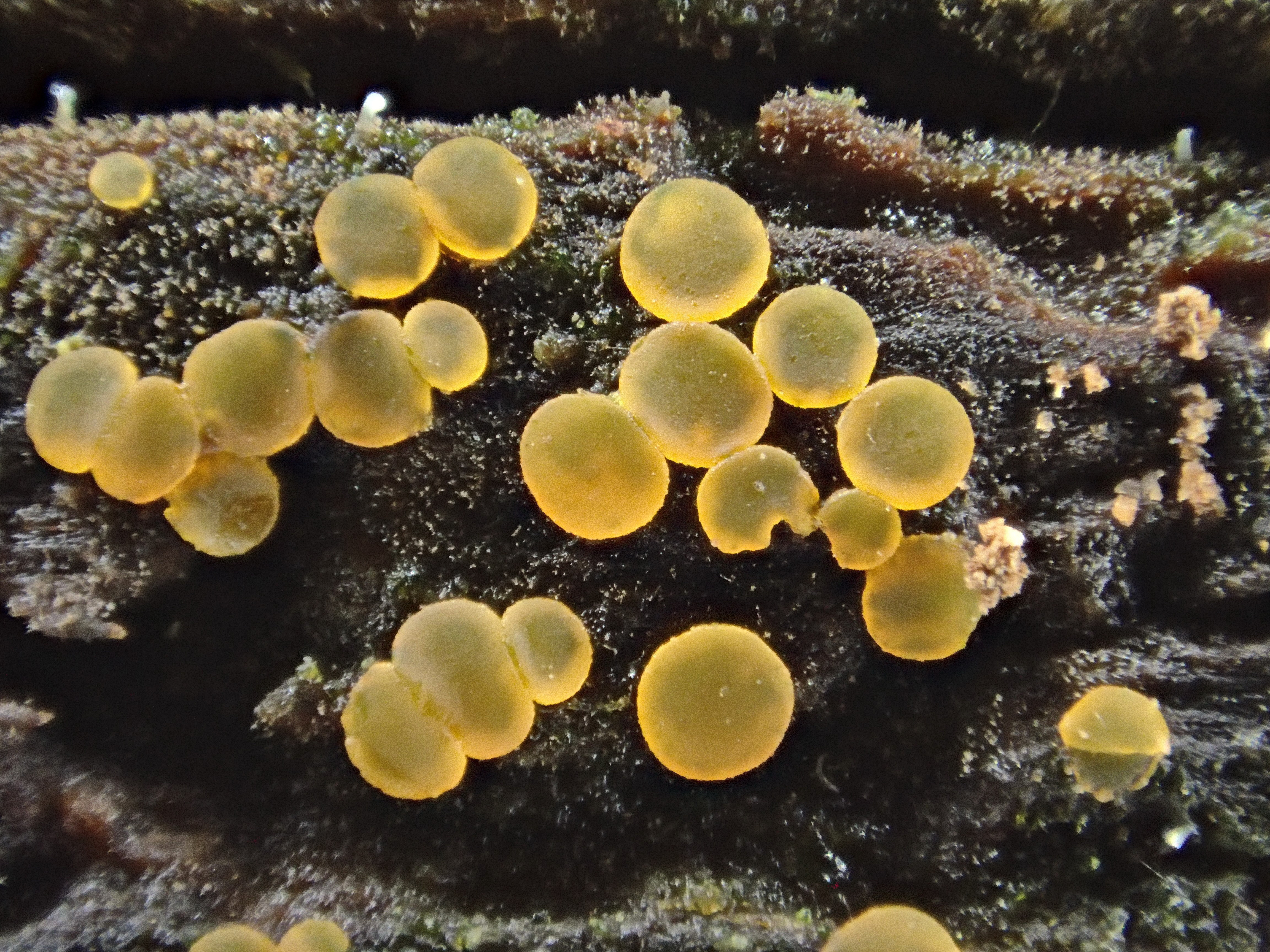
Orbilia xanthostigma